# Agnetaria cryptophagoides
Agnetaria cryptophagoides is een keversoort uit de familie harige schimmelkevers (Cryptophagidae). De wetenschappelijke naam van de soort werd in 1953 gepubliceerd door Nils Bruce.